# Eugahania indicus
Eugahania indicus är en stekelart som beskrevs av Singh och Agarwal 1993. Eugahania indicus ingår i släktet Eugahania och familjen sköldlussteklar. Inga underarter finns listade i Catalogue of Life.